# Ibbin Samaan
Ibbin Samaan (tiếng Ả Rập: أبين سمعان) là một thị trấn nhỏ ở phía tây tỉnh Aleppo, tây bắc Syria. Với dân số 6.220 người theo điều tra dân số năm 2004,  thị trấn là trung tâm hành chính của Nahiya Ibbin Samaan. 

Ibbin Samaan là trung tâm hành chính của Nahiya Ibbin Samaan ở quận Atarib.